# Simulium rashidi
Simulium rashidi är en tvåvingeart som beskrevs av Lewis 1973. Simulium rashidi ingår i släktet Simulium och familjen knott. Inga underarter finns listade i Catalogue of Life.